# News of the World Tour
A News of the World Tour a Queen együttes turnéja volt, amely 1977. november 11-étől 1978. május 13-áig tartott, és a News of the World albumot népszerűsítette. A koncertek az Amerikai Egyesült Államokban és Európában zajlottak.
Az együttes nem csak a hangzását modernizálta új lemezén, de külsejük, színpadi megjelenésük is megváltozott. A legszembetűnőbb, hogy eltűntek a hosszú rockerhajak, egyedül Brian May gitáros tartotta meg korábbi hajviseletét. Freddie Mercury a szokásos balettruhája fölé fekete bőrkabátot kerített, a többiek pedig a selyemruháikat egyszerűbb ingekre és nadrágokra cserélték, igazodva valamelyest a punk térhódításával átalakult színpadi divathoz.

## Szakaszok

### Észak-Amerika (1977. november–december)
Az előző album turnéjához hasonlóan a News of the World lemezbemutató turnéja is az Egyesült Államokban indult. Mindössze nyolc hónap után tértek vissza az USA-ba, ahol 1977. november 11-étől kezdődően az év végéig 26 koncertet adtak, köztük egy kanadai dátummal. Abban az évben alaposan bejátszották Észak-Amerikát, hiszen a két turné során összesen 66 alkalommal léptek fel Kanada és az Államok nagyvárosaiban. A helyszínek között ezúttal már bérelt magánrepülővel közlekedtek, ami jelentősen megkönnyítette az utazást.
Az együttes összes amerikai koncertje telt házas volt, kivéve december 4-én Daytonban, ahol az időjárás viszontagságai miatt a rajongók egy része nem tudott eljutni a helyszínre. A turné során Virginiában, Norfolkban személyesen is találkoztak a News of the World nagylemez borítóját tervező művésszel, Frank Kelly Freasszal, akinek a műveiből épp a városi múzeumban rendeztek kiállítást. Az amerikai szakasz zárására Karácsony előtt pár nappal került sor Los Angelesben (Inglewood), ahol a közelgő ünnep alkalmából a koncert végén egy mikulásnak öltözött testőr zsákjából előugorva Mercury az együttes jelmezbe öltözött barátaival közösen elénekelte a White Christmas című karácsonyi dalt a lelkes közönségnek.
A turné során Mercury a koncertek végén azzal köszönt el az amerikai rajongóktól, hogy „öröm volt veletek üzletelni” („It’s been a pleasure doing business with you.”) Közben az új album a Billboard lemezeladási listáján a 3. helyig jutott és platina lett.
| Időpont            | Helyszín                       |
| ------------------ | ------------------------------ |
| 1977. november 11. | Egyesült Államok, Portland     |
| 1977. november 12. | Egyesült Államok, Boston       |
| 1977. november 13. | Egyesült Államok, Springfield  |
| 1977. november 15. | Egyesült Államok, Providence   |
| 1977. november 16. | Egyesült Államok, New Haven    |
| 1977. november 18. | Egyesült Államok, Detroit      |
| 1977. november 19. | Egyesült Államok, Detroit      |
| 1977. november 21. | Kanada, Toronto                |
| 1977. november 23. | Egyesült Államok, Philadelphia |
| 1977. november 24. | Egyesült Államok, Philadelphia |
| 1977. november 25. | Egyesült Államok, Norfolk      |
| 1977. november 27. | Egyesült Államok, Richfield    |
| 1977. november 29. | Egyesült Államok, Washington   |
| 1977. december 1.  | Egyesült Államok, New York     |
| 1977. december 2.  | Egyesült Államok, New York     |
| 1977. december 4.  | Egyesült Államok, Dayton       |
| 1977. december 5.  | Egyesült Államok, Chicago      |
| 1977. december 8.  | Egyesült Államok, Atlanta      |
| 1977. december 10. | Egyesült Államok, Fort Worth   |
| 1977. december 11. | Egyesült Államok, Houston      |
| 1977. december 15. | Egyesült Államok, Las Vegas    |
| 1977. december 16. | Egyesült Államok, San Diego    |
| 1977. december 17. | Egyesült Államok, Oakland      |
| 1977. december 20. | Egyesült Államok, Long Beach   |
| 1977. december 21. | Egyesült Államok, Long Beach   |
| 1977. december 22. | Egyesült Államok, Inglewood    |

### Európa (1978. április–május)
Az amerikai koncertek többségén a Cheap Trick volt az előzenekar, de az európai koncerteken önállóan állt színpadra a Queen. Az 1977 végén befejeződött amerikai szakasz után hosszú, több mint három hónapos pihenőt tartott az együttes (családi és üzleti ügyeiket intézték), és csak 1978. április 12-én vette kezdetét Stockholmban a turné európai szakasza. A korábban nem túl intenzív Európa-turnék után most főleg a kontinens országaira koncentrált az együttes. Franciaországban és Ausztriában első alkalommal léptek fel. Párizsban a neves Pavilion de Parisban, Rotterdamban az Ahoy Hallban, Brüsszelben pedig a szintén nagy presztízsű Forest National -ben adtak dupla koncerteket. Brüsszelben a nagy sikerre való tekintettel egy héten belül egy újabb dátumot is beiktattak a menetrendbe. Német nyelvterületen a három németországi fellépés mellett Zürichben és Bécsben is játszottak.
Az egy hónapig tartó európai szakaszt öt fellépés zárta Angliában. Míg korábban az Egyesült Királyságban országos turnékat szervezett a Queen, ezúttal mindössze Staffordban adtak kettő és Londonban három koncertet. Utóbbinak május 11. és 13. között a Wembley Stadion tőszomszédságában álló, tízezer fő kapacitású, híres Empire Pool adott otthont (amit 1979-ben kereszteltek át Wembley Arénára).
| Időpont           | Helyszín                     |
| ----------------- | ---------------------------- |
| 1978. április 12. | Svédország, Stockholm        |
| 1978. április 13. | Dánia, Koppenhága            |
| 1978. április 14. | Németország, Hamburg         |
| 1978. április 16. | Belgium, Brüsszel            |
| 1978. április 17. | Belgium, Brüsszel            |
| 1978. április 19. | Hollandia, Rotterdam         |
| 1978. április 20. | Hollandia, Rotterdam         |
| 1978. április 21. | Belgium, Brüsszel            |
| 1978. április 23. | Franciaország, Párizs        |
| 1978. április 24. | Franciaország, Párizs        |
| 1978. április 26. | Németország, Dortmund        |
| 1978. április 28. | Németország, Berlin          |
| 1978. április 30. | Svájc, Zürich                |
| 1978. május 2.    | Ausztria, Bécs               |
| 1978. május 3.    | Németország, München         |
| 1978. május 6.    | Egyesült Királyság, Stafford |
| 1978. május 7.    | Egyesült Királyság, Stafford |
| 1978. május 11.   | Egyesült Királyság, London   |
| 1978. május 12.   | Egyesült Királyság, London   |
| 1978. május 13.   | Egyesült Királyság, London   |

## Közreműködők
- Freddie Mercury – ének, zongora
- Brian May – elektromos gitár, háttérvokál, bendzsó, gitár
- Roger Taylor – dob, háttérvokál
- John Deacon – basszusgitár, triangulum

## Dalok listája
Az előző turnéhoz képest a műsor nagyban megváltozott. A két nagy sláger, a We Are the Champions és a We Will Rock You mellett (ez utóbbit két különböző változatban is előadták) a News of the World lemez dalainak többsége bekerült a koncertprogramba, és olyan korábbi koncertfavoritok kerültek ki, mint az Ogre Battle, a White Queen, vagy a Bring Back That Leroy Brown. Ezen a turnén kezdték el játszani a Love of My Life című lírai dalukat, ami aztán igazi klasszikussá vált a későbbi években. Freddie Mercury vokál-improvizációja már az előző turnén is a White Man és a The Prophet’s Song dalokat kötötte össze, ezt bővítették ki most Brian May gitárszólójával, ami a korábbi években a Brighton Rock című dal középrészét képezte. Ezt a megoldást csak ezen a turnén alkalmazták. A következő lemez turnéjától kezdve ismét a Brighton Rock része lett a gitárszóló, a White Man és a The Prophet’s Song pedig végleg kikerültek a Queen koncertprogramjából. Ugyanígy ekkor játszották utoljára élőben a Liart is, ami gyakorlatilag az együttes megalakulása óta műsoron volt.
Jellemző műsor
1. We Will Rock You (a gyors és lassú változat egymás után)
2. Brighton Rock
3. Somebody to Love
4. Medley:
  1. Death on Two Legs
  2. Killer Queen
  3. Good Old-Fashioned Lover Boy
  4. I’m in Love with My Car
5. Get Down, Make Love
6. The Millionaire Waltz
7. You’re My Best Friend
8. Spread Your Wings
9. Liar és It’s Late felváltva
10. Now I’m Here
11. Love of My Life
12. ’39
13. My Melancholy Blues
14. White Man
15. Vocal improvisation
16. Guitar solo
17. The Prophet’s Song (Reprise)
18. Stone Cold Crazy
19. Bohemian Rhapsody
20. Keep Yourself Alive
21. Tie Your Mother Down
22. We Will Rock You (a lemezes változat újra)
23. We Are the Champions
24. Sheer Heart Attack
25. Jailhouse Rock
26. God Save the Queen

Ritkán előadott dalok
- Sleeping on the Sidewalk (Amerikában)
- Doing All Right (New York, a Spread Your Wings helyett a második fellépésen)
- White Christmas (Los Angeles, az amerikai turné utolsó állomásán, karácsony előtt pár nappal)
- Big Spender (Berlin)
- White Queen (London, az európai turné utolsó állomásán)
- Ogre Battle (Philadelphia)